# Академия (залив)
Заливът Академия (на руски: залив Академии) е залив в югозападната част на Охотско море, на източния бряг на Азия, в Хабаровски край на Русия.
Вдава се на 110 km навътре в сушата между континенталния бряг на Азия на изток и юг и Тугурския полуостров на запад. Ширина на входа между носовете Сенека на запад и Врангел на изток 61 km. Дълбочина 20 – 45 m. Заливът Академия се поделя от своя страна на три отделни по-малки заливи: Константин на запад, Улбански на юг и Николай на югоизток, като между последните два далеч на север се вдава полуостров Тохареу. Бреговете му са скалисти, а дъното е покрито с чакъл и пясък. През зимата замръзва.
Заливът Академия е открит през юни 1645 г. по време на завръщането на руския пэрвопроходец Василий Поярков в Якутск след плаването му надолу по река Амур. Името на залива е дадено в чест на Петербургскта Академия на науките от руския пътешественик Александър Мидендорф по време на експедицията му в района през 1844 г., когато прави първото описание и грубо картиране на бреговете му.